# Braničevo
Braničevo (Servisch: Браничевски управни округ, Braničevski upravni okrug) is een administratief district in Centraal-Servië. De hoofdstad is Požarevac.

## Gemeenten
Braničevo bestaat uit de volgende gemeenten:
- Veliko Gradište
- Požarevac
- Golubac
- Malo Crniće
- Žabari
- Petrovac na Mlavi
- Kučevo
- Žagubica

## Bevolking
In 2017 telt het district Braničevo 170.207 inwoners, waarvan 83.029 mannen en 87.178 vrouwen.  Het inwonersaantal is sinds 1980 drastisch aan het dalen.
| Braničevo (district) | 246.475 | 258.988 | 263.344 | 263.016 | 263.677 | 253.492 | 200.503 | 183.625 | 170.207 |

De gemiddelde leeftijd van de bevolking is 45 jaar: 16% van de bevolking bestaat uit kinderen, terwijl 24% van de bevolking 65 jaar of ouder is. De levensverwachting is 75 jaar.

#### Etniciteit
De bevolking bestaat uit de volgende etnische groepen:
- Serviërs: 174.818 (87,2 %)
- Vlachen: 14.083 (7,0 %)

#### Religie
Ongeveer 92,4% van de bevolking behoort tot de Servisch-orthodoxe Kerk. Moslims vormen de grootste minderheid met 1,6%, gevolgd door christenen van verschillende denominaties (0,9%) en atheïsten (0,3%).